# Solanum roseum
Solanum roseum,  tamarillo,   es una especie botánica de planta de flor en la familia de las Solanaceae. Es endémica de Bolivia y de Perú. 

## Descripción
Es un diminuto árbol o arbusto restringido a una pequeña área del Departamento de la Paz, y puede aparecer en el extremo sur de Perú.

## Taxonomía
Solanum roseum fue descrita por Lynn Bohs y publicado en Taxon 44(4): 584. 1995.
Etimología
Solanum: nombre genérico que deriva del vocablo Latíno equivalente al Griego στρνχνος (strychnos) para designar el Solanum nigrum (la "Hierba mora") —y probablemente otras especies del género, incluida la berenjena— , ya empleado por Plinio el Viejo en su Historia naturalis (21, 177 y 27, 132) y, antes, por Aulus Cornelius Celsus en De Re Medica (II, 33). Podría ser relacionado con el Latín sol. -is, "el sol", debido a que la planta sería propia de sitios algo soleados.
roseum: epíteto latino que significa "de color rosa".
Sinonimia
- Cyphomandra acuminata Rusby 1899[8][9]